# Dagobert Oppenheim

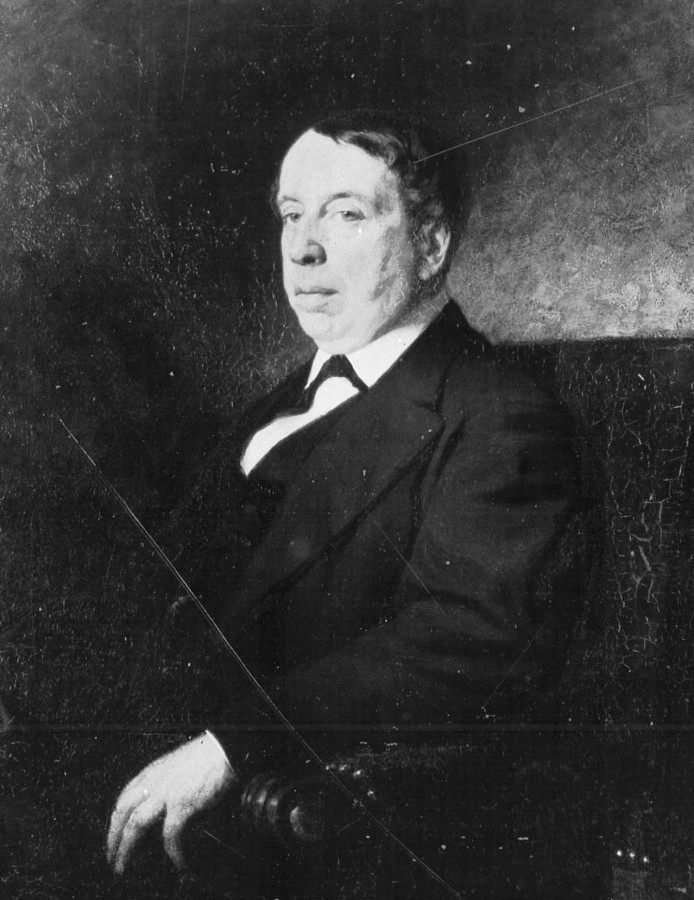
Dagobert Oppenheim (Gemälde von Julius Schrader)

Dagobert Oppenheim (ursprüngl. David Oppenheim) (* 25. Juli 1809 in Köln; † 25. Juli 1889 in Rigi-Kaltbad) war ein deutscher Unternehmer, Zeitungsherausgeber und Kunstmäzen.

## Leben
Er war einer der Söhne und das neunte Kind des Salomon Oppenheim und der Mutter Deigen Levi (später Therese Stern genannt). Er war ein Onkel von Albert und Eduard von Oppenheim. 
Im Jahr 1828 begann er ein Studium der Philosophie in Bonn. Später wechselte er zur Rechtswissenschaft. Das Studium schloss er mit der Promotion ab. Er gehörte der Gruppe der Junghegelianer an. Nach dem Studium war er Assessor im preußischen Justiz beziehungsweise Staatsdienst.
Im Jahr 1839 konvertierte er vom Judentum zum Christentum. Seinen Vornamen ändert er von David zu Dagobert. Gleichwohl setzte er sich 1840 auf dem Rheinischen Provinziallandtag und 1847 während des Vereinigten Landtages zusammen mit seinem Bruder Abraham Oppenheim für die Rechte der Juden ein.
Er war Mitglied der renommierten Kölner Casinogesellschaft. Im Jahr 1839 gehörten er und weitere Angehörige der Familie zu den Mitbegründern des Kölnischen Kunstvereins. Seit 1862 gehörte er dem leitenden Ausschuss des Vereins an, ehe er 1874 Vorsitzender des Vereins wurde. Er gehörte 1843 auch zu den Mitbegründern des Turnvereins in Köln.  
Er trat nicht in das familieneigene Bankhaus ein, betätigte sich aber in vielfacher Weise in der Wirtschaft und als Zeitungsherausgeber. Im Jahr 1841 gehörte er noch als Assessor zu den Mitinitiatoren und zusammen mit Georg Jung zu den Herausgebern der Rheinischen Zeitung. Karl Marx war bei dieser seit 1842 Redakteur. Die Zeitung wurde kurze Zeit später verboten. Dagobert Oppenheim versuchte vergeblich persönlich dagegen beim preußischen König zu intervenieren. 

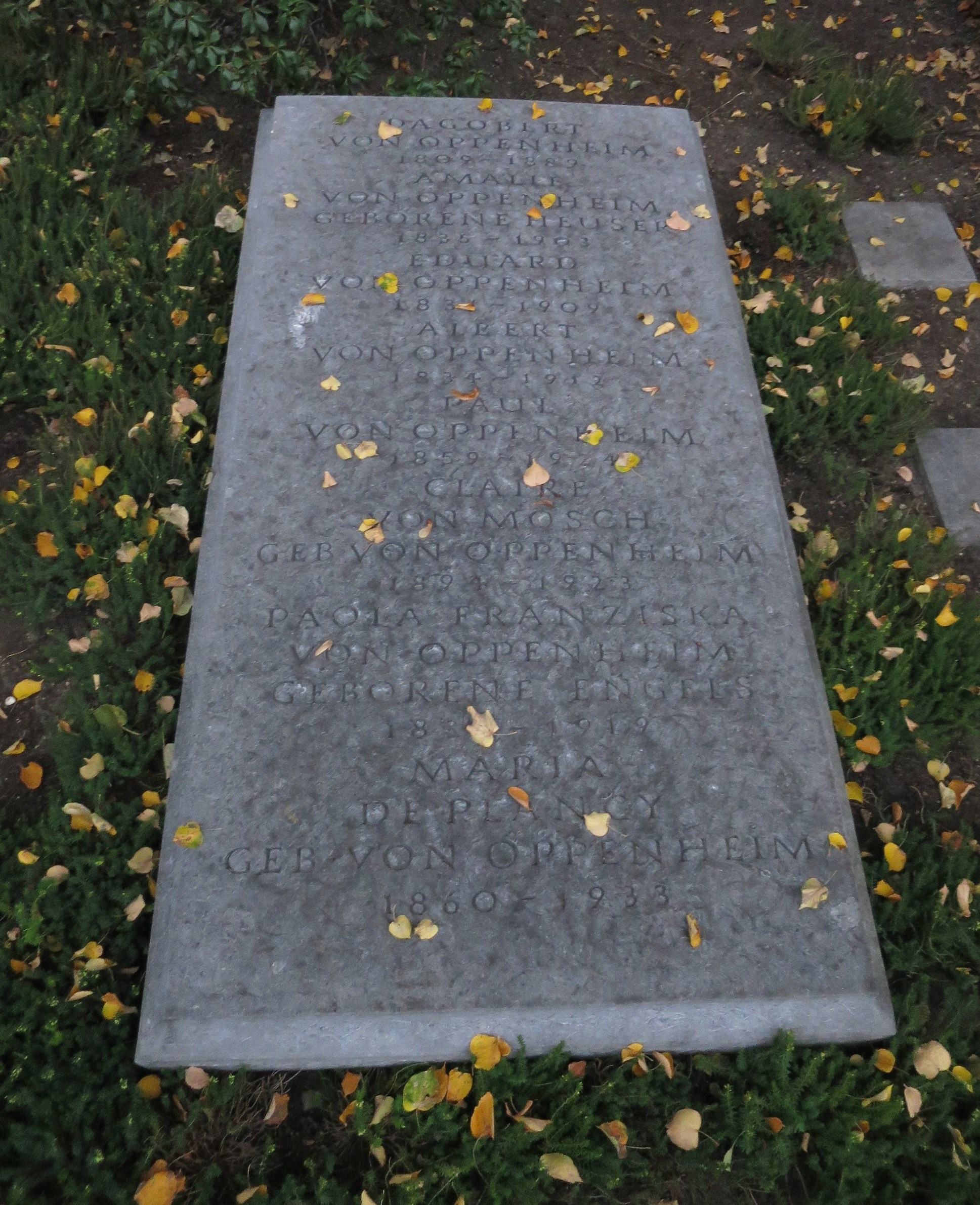
Grabplatte

Er war seit 1844 einer der Direktoren der Köln-Mindener Eisenbahn-Gesellschaft. Er war auch Mitglied im Verwaltungsrat der Preußisch-Rheinischen Dampfschifffahrtsgesellschaft. Nachdem unter Beteiligung des Bankhauses Sal. Oppenheim der Bochumer Vereins für Bergbau und Gußstahlfabrikation in eine Aktiengesellschaft umgewandelt worden war, gehörte Dagobert Oppenheim dem Aufsichtsrat an. Seit 1860 war er Präsident der Rhein-Dampfschifffahrt, Kölnische und Düsseldorfer Gesellschaft. 
Oppenheim wurde 1866 als Liberaler zum Kölner Stadtverordneten gewählt. Dieses Mandat behielt er bis zu seinem Tod bei. Im Jahr 1867 wurde er Präsident der Köln-Mindener Eisenbahn. Er war Gegner der Verstaatlichung der großen Eisenbahnen durch Otto von Bismarck und warf dem Kanzler die Enteignung der Eigentümer vor.  Mit der Verstaatlichung der Bahnen 1880 endete diese Aufgabe. Oppenheim erhielt den Ehrentitel eines Geheimen Regierungsrates.
Oppenheim starb 1889 an seinem 80. Geburtstag. Die Familiengrabstätte befindet sich auf dem Kölner Melaten-Friedhof (HWG, zwischen Lit. K+L).